# Jardin d'hiver d'Helsinki
Le Jardin d'hiver  d'Helsinki (en  finnois : Helsingin Talvipuutarha) est une serre ouverte au public située à proximité du parc Eläintarha au nord de Töölönlahti à Helsinki. Le jardin d'hiver abrite une grande variété de plantes dont une grande partie de plantes tropicales. La jardin d'hiver est géré par la ville d'Helsinki.

## Histoire
La serre conçue par l'architecte Gustaf Nyström est construite pour le général Jakob Julius af Lindfors, qui en fait cadeau à l'association finlandaise des jardins. 
Le jardin est ouvert au public en 1893. 
Suivant les souhaits du donateur l'accès aux collections est gratuit.
La ville d’Helsingfors (ancien nom officiel d'Helsinki à l'époque) achète le jardin en 1907.

## Collections
La serre est composée de trois parties, la salle des palmiers, la salle des cactus et l'aile ouest. Avant la restauration de 2012 le jardin possédait environ 200 plantes exotiques, des palmiers allant jusqu'au plafond et deux camélias centenaires. L'un des deux est mort. À l'extrémité de la serre, on trouve une peinture murale peinte en 1893 par Salomo Wuorio.

## Rénovation
En 2007, une inspection fait apparaître que la structure métallique est en très mauvais état. Le jardin est fermé pour rénovation du printemps 2010 à l'automne 2011. Pendant la rénovation, on enlève et jette les quarante tonnes de vitrages. Le châssis métallique est gratté et repeint. Les plantes sont repiquées au printemps 2011. Les grands arbres et de nombreuses grandes plantes n'ont pu être conservés.
On a apporté au jardin des plantes des jardins botaniques des universités d’Helsinki et de Tartu. Un grand nombre de plantes et d'arbres ont dû être abattus, ce qui a rendu plus visibles la fontaine et la fresque murale de Wuorio.

## Galerie

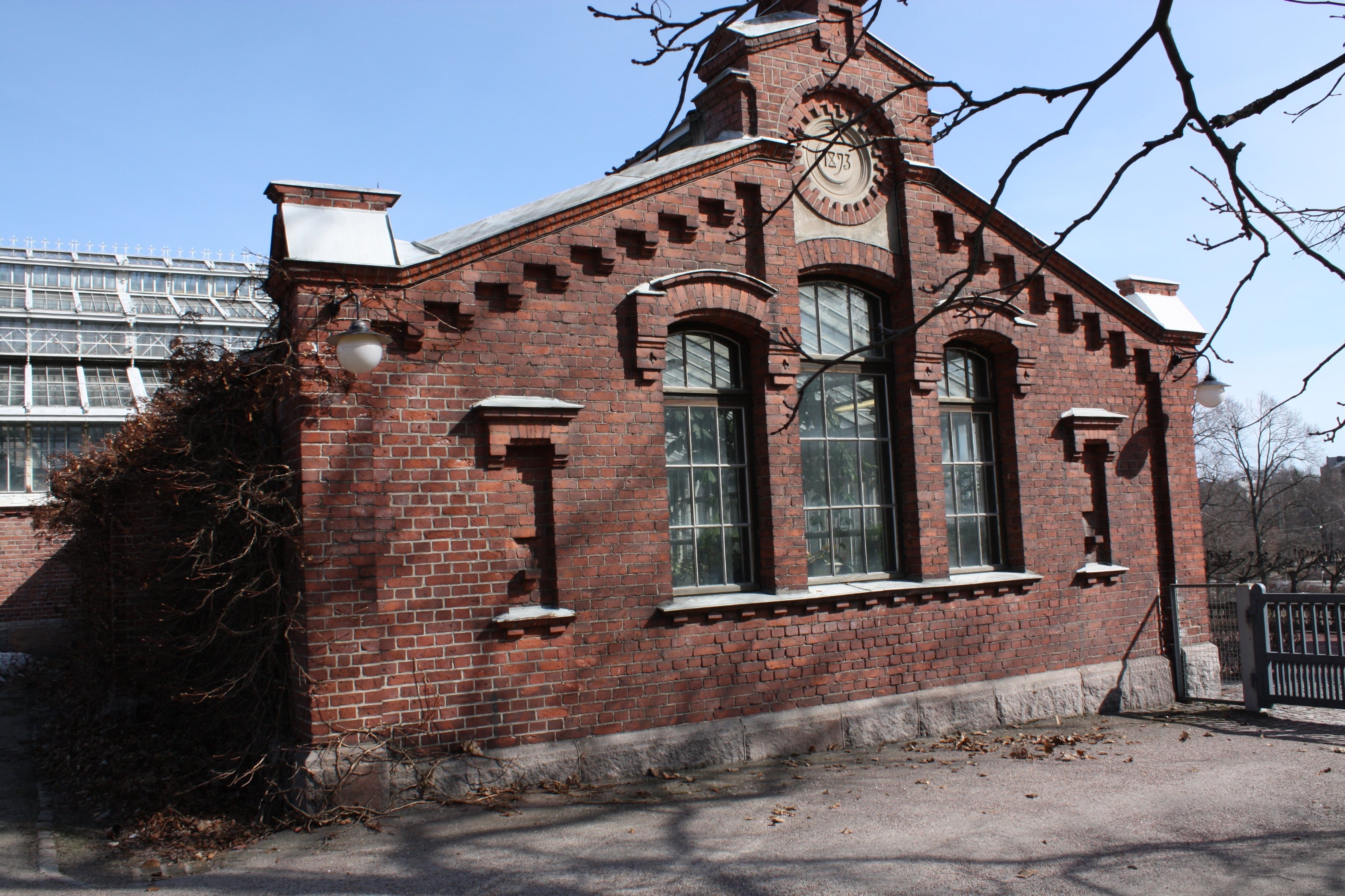
Le Jardin d'hiver.
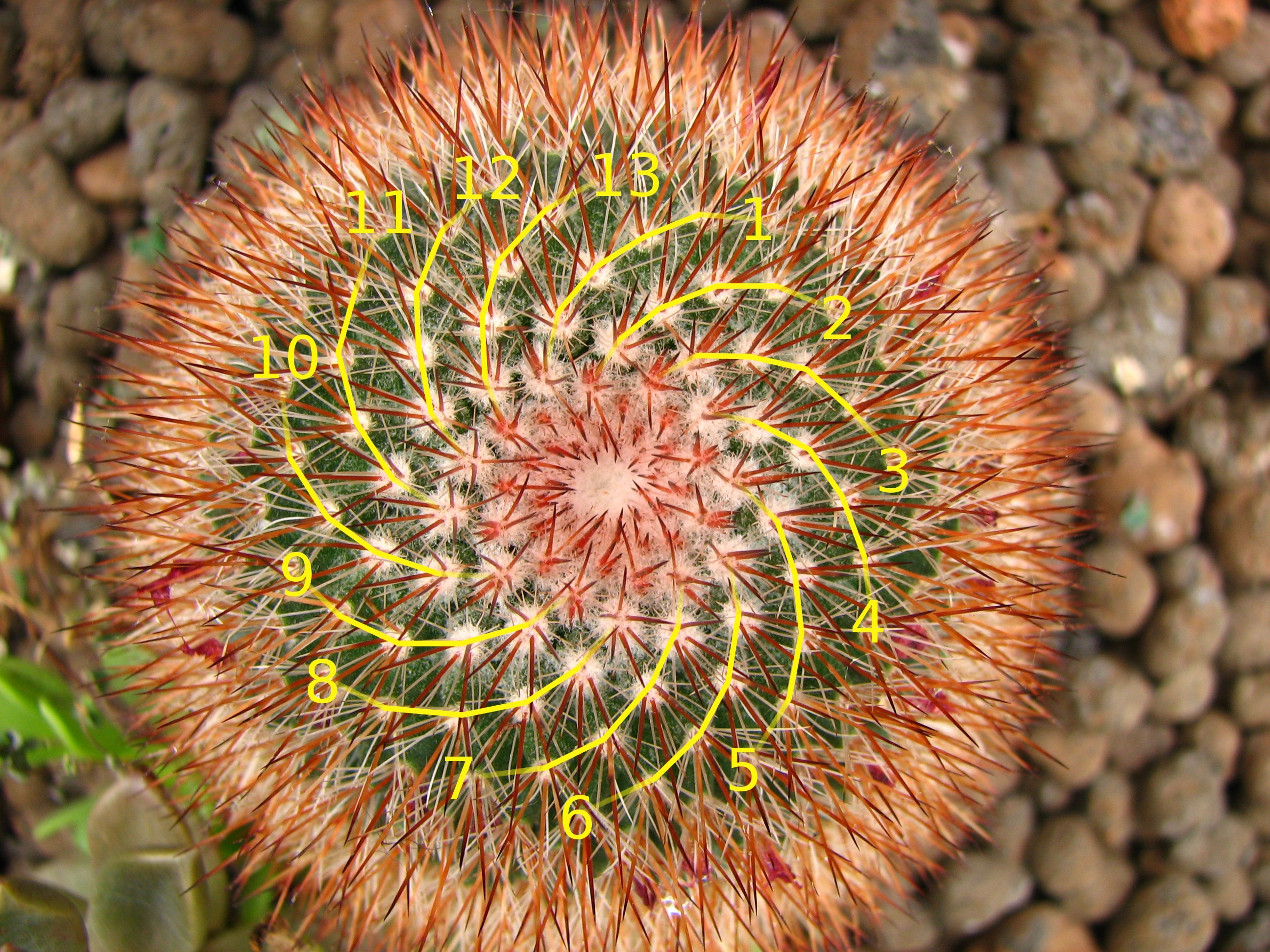
Cactus à 19 spirales.
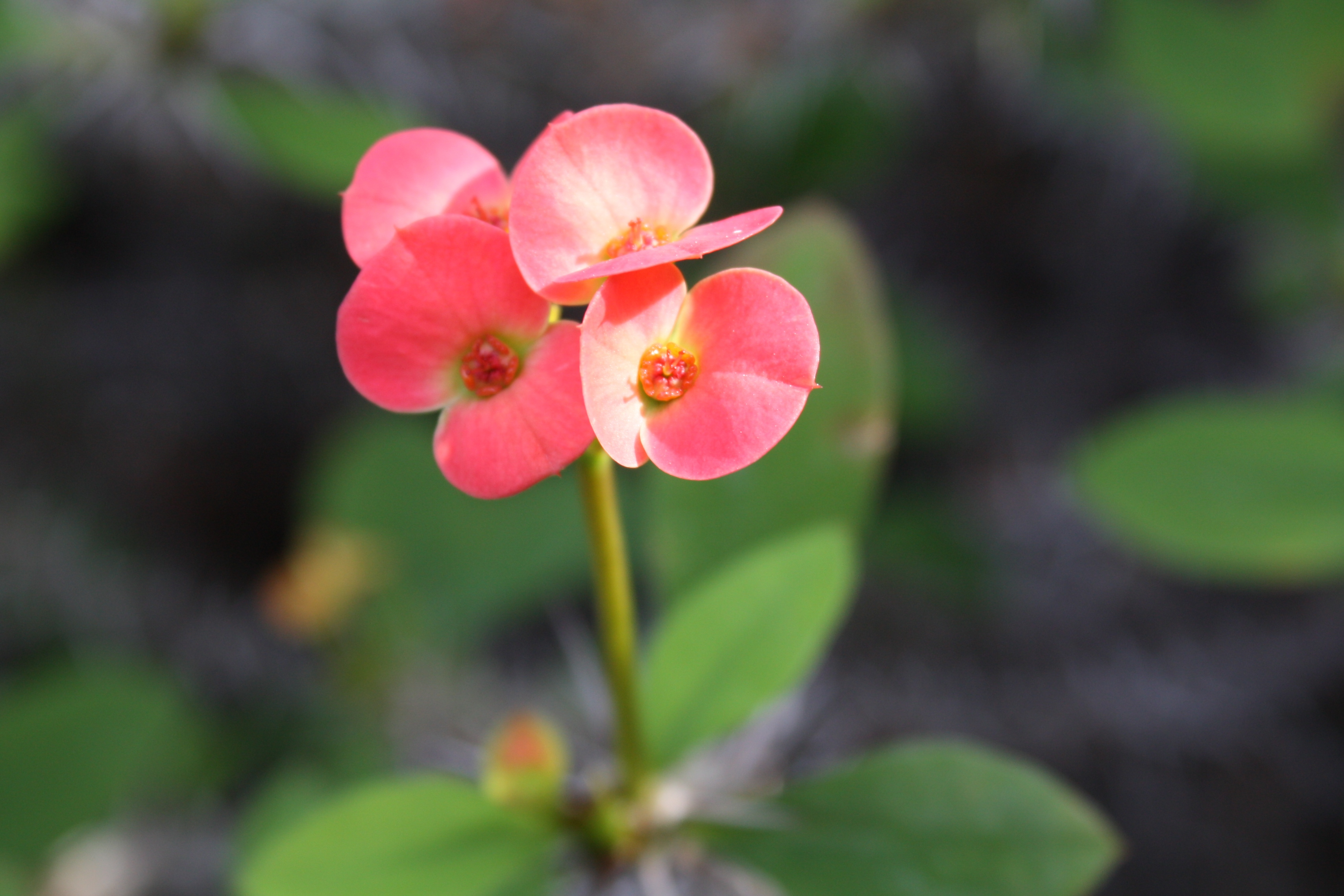
Euphorbia milii var. splendens.
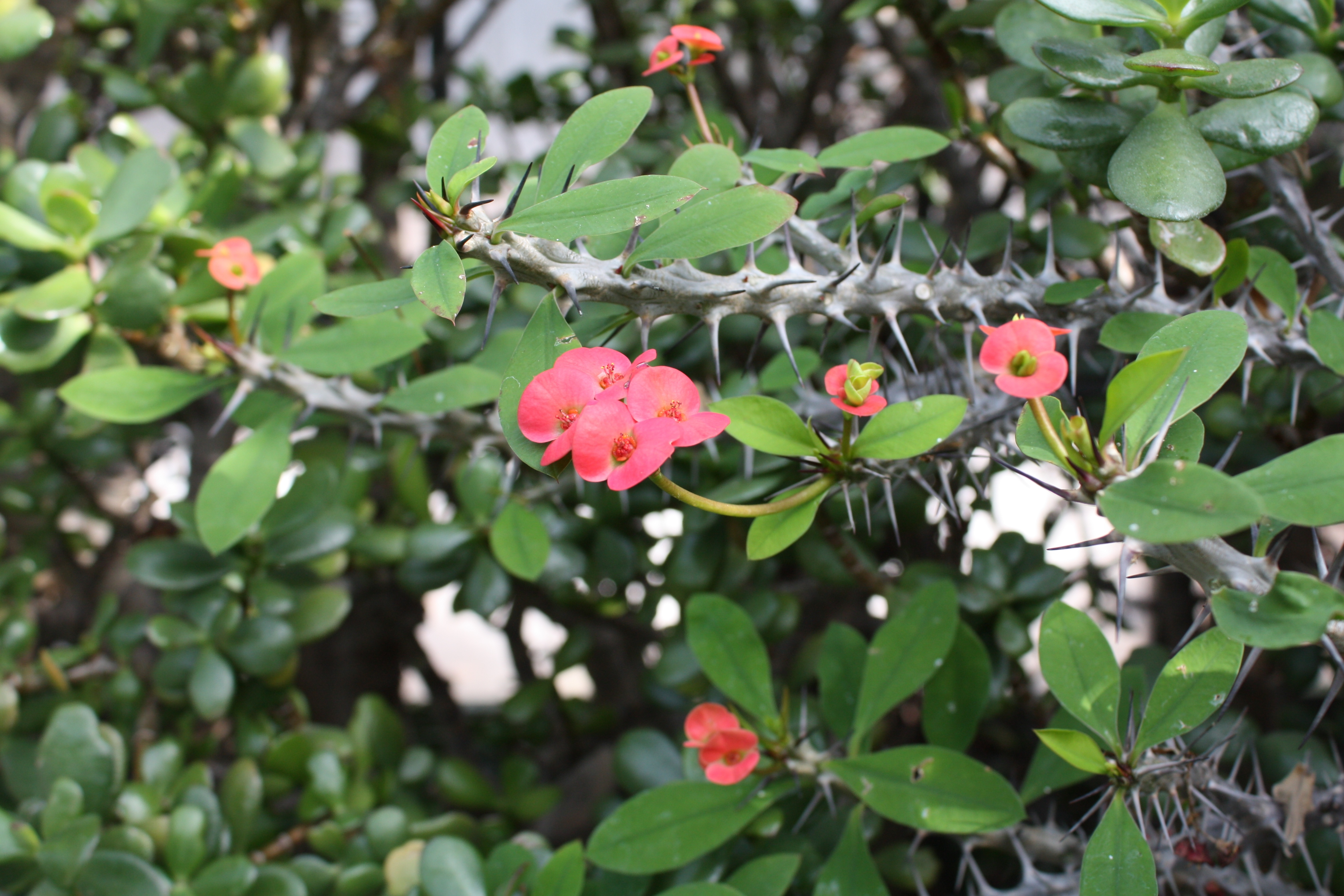
Euphorbia milii var. splendens.
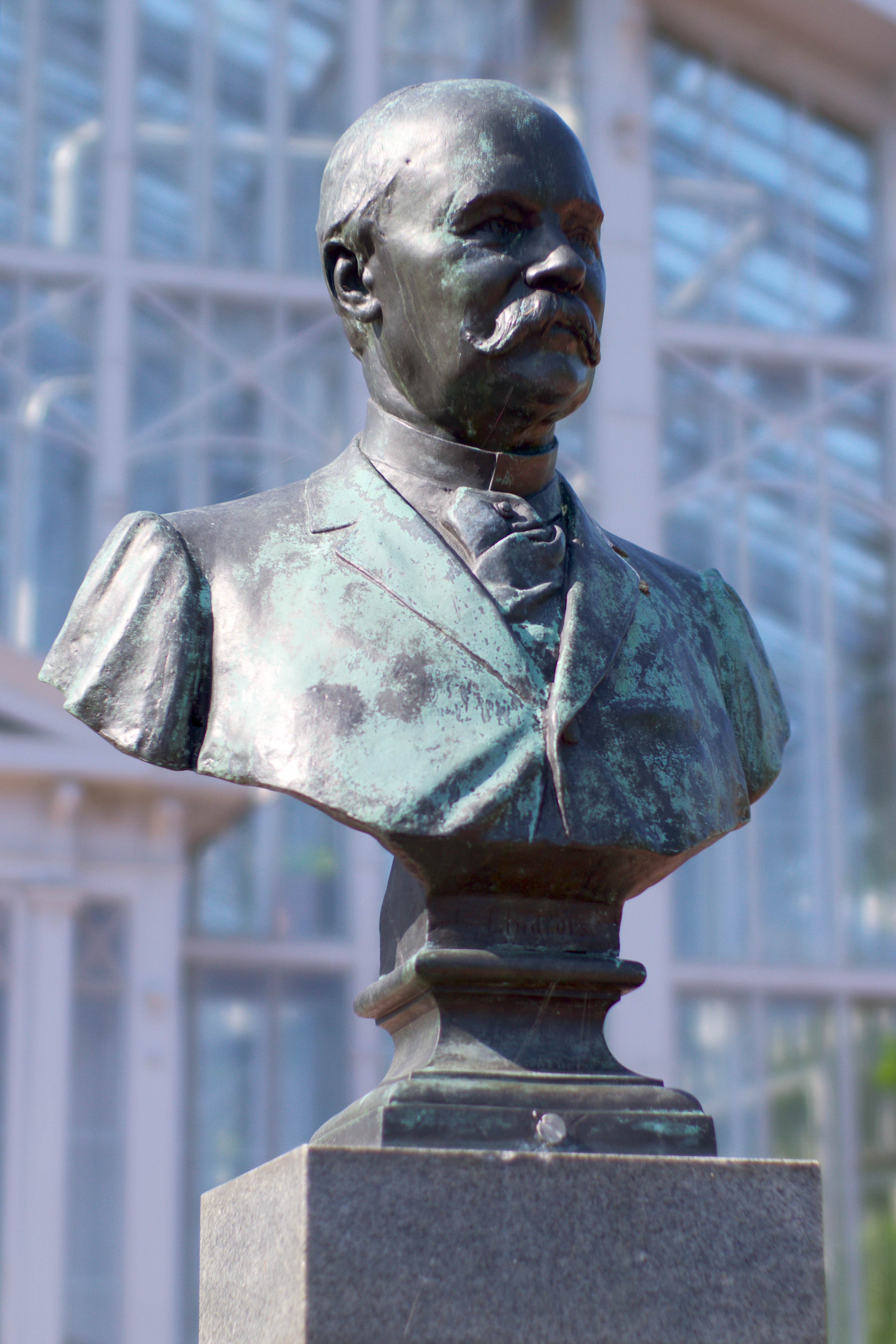
Buste de Julius af Lindfors, sculpté par Walter Runeberg.